# Edificio Olympo
L'Edificio Olympo è un grattacielo della città di Santa Cruz de Tenerife alle Canarie in Spagna.

## Storia
I lavori di costruzione dell'edificio vennero portati a termine nel 1975.

## Descrizione
Con un'altezza di 57 metri per 19 piani, si tratta del quarto grattacielo più alto della città. Al suo interno trovano spazio residenze, uffici e un centro commerciale.